# 노랑멧새
노랑멧새(Emberiza citrinella, yellowhammer)는 참새목 멧새과에 속하는 새로, 유라시아가 기원이지만 뉴질랜드와 오스트레일리아, 우루과이, 브라질, 아르헨티나, 칠레, 포클랜드 제도, 남아프리카, 미국, 캐나다로 유입되었다. 서식지는 가시나무 울타리와 숲 가장자리이다.

## 개요
노랑멧새는 커다란 멧새로 몸 길이는 16~16.5 센티미터 (6.3~6.5 인치), 날개 길이는 23~29.5 센티미터 (9.1~11.6 인치), 몸무게는 20~36.5 그램 (0.71~1.29 온스)이다.

## 참고 문헌
- Snow, David; Perrins, Christopher M, 편집. (1998). 《The Birds of the Western Palearctic concise edition (2 volumes)》. Oxford: Oxford University Press. ISBN 978-0-19-854099-1.